# Революционно-демократическая партия (Панама)
Революционно-демократическая партия (исп. Partido Revolucionario Democrático, PRD) — левоцентристская политическая партия в Панаме. По состоянию на февраль 2022 года самая большая партия в стране — 734 730 человек.
Партию основал генерал Омар Торрихос, де-факто руководитель Панамы с 1968 года и до своей смерти в 1981 году.

## История

### Создание
Революционно-демократическая партия была создана 11 марта 1979 года и легализована резолюцией № 590 от 3 октября того же 1979 года генералом Омаром Торрихосом Эррерой после государственного переворота 1968 года. Идеологической основой партии было стремление к равенству людей всех социальных классов, ставших жертвами бедности и отсутствия возможностей для развития.

### Первые года
Партия сразу заняла лидирующее положение в политической системе Панамы 1980-х годов, разделяя идеалы военного правительства Панамы во главе с Омаром Торрихосом, что способствовало её популярности в панамском обществе. После внезапной смерти Торрихоса его преемник, генерал Мануэль Норьега, идеологически дрейфовавший вправо с левонационалистических позиций предшественника, превратил партию в эффективного союзника в борьбе и победе над оппозицией на выборах 1984 года. На выборах кандидат от Революционно-демократической партии Николас Ардито Барлетта был избран президентом Панамы, выиграв выборы с небольшим отрывом от своего соперника, бывшего президента Арнульфо Ариаса. При этом партия получила 25,14 % голосов и 34 из 67 мест в Национальной ассамблее (НА).
В течение 1980-х годов военное правительство, поддерживаемое РДП, обвинялось в нарушениях прав человека, исчезновениях и смертях десятков оппозиционеров (таких как левый активист Уго Спадафора и католический священник Эктор Гальего); многие противники режима были вынуждены бежать из страны.
Выборы 1989 года кандидат оппозиционного альянса Гильермо Эндара выиграл с большим отрывом (71,2 % против кандидата от РДП Карлоса Дуке — 28,4 %, сама партия получила 18,8 % и 10 мест в НА); но генерал Норьега заявил, что не признаёт результатов выборов и объявил временным президентом своего ставленника, беспартийного Франсиско Родригеса. Это решение вызвало резкую критику среди населения Панамы и правительств других стран. США и их союзники приняли решение об интервенции, которая произошла 20 декабря 1989 года. Ф. Родригес был отстранён от власти, М. Норьега арестован, отдан под суд в США и осуждён, президентом страны был объявлен Г. Эндара.

### 1990-е годы
РДП впервые с момента своего основания оказалась в оппозиции. В рамках подготовки к выборам 1994 года члены партии приняли решение реструктурировать свою базу, чтобы освободиться от влияния военных. Кандидатом в президенты стал новый лидер партии Эрнесто Перес Бальядарес. В ходе избирательной кампании он дистанцировался от наследия Норьеги, позиционируя себя политическим наследником Торрихоса. На фоне падения популярности Эндары Бальядарес был избран президентом страны, став первым с 1968 года демократически избранным главой государства. Партия получила 22,9 % и 30 из 72 мест в НА. Бальядарес при поддержке партии проводил политику неолиберальных реформ и приватизации государственных предприятий, а также укрепил связи с США, в частности, согласившись принять более 10 000 беженцев с Кубы, что отказывался сделать Эндара. В то же время Бальядарес реабилитировал ряд должностных лиц, занимавших высокие посты в годы правления Норьеги.
На выборах 1999 года партия выдвинула своим кандидатом в президенты Мартина Торрихоса Эспино (сына генерала Торрихоса); однако он с небольшим отрывом проиграл правому кандидату от панамистов Мирейе Москосо (вдове бывшего президента Арнульфо Ариаса). Партия получила 32 % голосов и 34 из 71 места в НА, благодаря чему смогла тормозить многие инициативы президента.

## XXI век
На выборах 2004 года партия снова выдвинула кандидатуру Мартина Торрихоса, который и был избран президентом Панамы (партия получила 37,9 % голосов и 41 из 78 мест в НА). Президент Торрихос провёл референдум о расширении Панамского канала, которое поддержали 77 % населения. Период его правления характеризовался принятием программ местного развития, заботой о наиболее нуждающихся слоях населения в сочетании с активной и успешной внешней политикой. Была создана новая пенсионная модель, заметно снизились безработица и количество бедняков. Проведены налоговая реформа, реформа системы социального обеспечения, банковской системы, таможенного режима, иммиграционного режима, туристического сектора, режима госзакупок и глубокие реформы в сфере безопасности.
На выборах 2009 года кандидат РДП Бальбина Эррера, экс-министр жилищного строительства, проиграла мультимиллионеру Рикардо Мартинелли, которого выдвинула консервативная партия «Демократические перемены». Сама партия получила 36,6 %, 26 из 71 места и снова перешла в оппозицию.
На выборах 2014 года кандидат партии Хуан Карлос Наварро Келькехеу, получивший на внутрипартийных выборах 95 % голосов при 17 кандидатах, проиграл бывшему министру иностранных дел Хуану Карлосу Вареле от Панамистской партии. РДП получила 35,2 % и 25 мест в НА, оставшись в оппозиции.
После ряда поражений и реструктуризаций партия dyjdm рассмотрела кандидатуры на пост президента в 2019 году через систему внутрипартийные выборов (праймериз). Из 17 претендентов (среди которых были бывший президент Э. Перес Бальядарес и дважды кандидат в президенты Х. К. Наварро Келькехеу) был выбран бывший депутат НА Лаурентино Кортисо (66 % голосов однопартийцев). Он и победил на всеобщих выборах 2019 года. Партия получила 33,35 % и 35 мест в НА.

## Результаты выборов

### Президентские выборы
| Год  | Кандидат                 | Голоса  | %     | Результат |
| ---- | ------------------------ | ------- | ----- | --------- |
| 1984 | Николас Ардито Барлетта  | 300 748 | 46,98 | Избран    |
| 1989 | Карлос Дуке Хаэн         | 184 900 | 28,40 | Проиграл  |
| 1994 | Эрнесто Перес Бальядарес | 355 307 | 30,30 | Избран    |
| 1999 | Мартин Торрихос Эспино   | 481 988 | 37,82 | Проиграл  |
| 2004 | Мартин Торрихос Эспино   | 711 164 | 47,44 | Избран    |
| 2009 | Бальбина Эррера          | 584 931 | 37,54 | Проиграл  |
| 2014 | Хуан Карлос Наварро      | 521 842 | 28,1  | Проиграл  |
| 2019 | Лаурентино Кортисо       | 633 143 | 33,18 | Избран    |

### Парламентские выборы
| Год  | Голосов   | %       | Мест     | Результат | Прим.                                                      |
| ---- | --------- | ------- | -------- | --------- | ---------------------------------------------------------- |
| 1980 | 153 182   | 40,40 % | 11 из 57 | Правящая  |                                                            |
| 1984 | 153 182   | 25,14   | 34 из 67 | Правящая  | В составе Национально-демократического союза               |
| 1989 | 114 741   | 18,83   | 6 из 67  | Оппозиция | В составе Коалиции национального освобождения              |
| 1994 | 355 307   | 33,30   | 30 из 72 | Правящая  | В составе Альянса «Народное единство»                      |
| 1999 | 393 356   | 31,99   | 34 из 71 | Оппозиция | В составе Альянса «Новая нация»                            |
| 2004 | 649 157   | 43,29   | 41 из 78 | Правящая  | В составе Альянса «Новое отечество»                        |
| 2009 | 1 110 354 | 36,60   | 26 из 71 | Оппозиция | В составе коалиции «Страна для всех»                       |
| 2014 | 521 842   | 35,20   | 26 из 71 | Оппозиция |                                                            |
| 2019 | 655 302   | 33,35   | 35 из 71 | Правящая  | В составе коалиции «Объединённая сила» (вместе с MOLIRENA) |

1. ↑  Из 57 депутатов парламента избиралось только 19, остальные 38 были назначены муниципальными представителями. См. Jan Knippers Black and Edmundo Flores. "Historical setting". Meditz, Sandra W. 1989. Panama: a country study. Washington, D.C.: Rederal Research Division, Library of Congress. Pp. 59.